# Ianomâmis
Os ianomâmis, Yanomami, Yanomam  ou Yanoama, entre outras denominações, são um grupo de aproximadamente 35 mil indígenas que vivem em cerca de 200 a 250 aldeias na Floresta Amazônica, na fronteira entre Venezuela e Brasil. Compõe-se de quatro subgrupos: Yanomae, Yanõmami, Sanima e Ninam. Cada subgrupo fala uma língua própria. Juntas, essas línguas compõem a família linguística ianomâmi.
A etnia Yanomami é a sétima maior etnia indígena brasileira, com 15 mil pessoas distribuídas em 255 aldeias relacionadas entre si em maior ou menor grau. No noroeste de Roraima, estão situadas 197 aldeias que somam 9 506 pessoas e, no norte do Amazonas, estão situadas 58 aldeias que somam 6 510 pessoas.

## Etimologia
O etnônimo Yanomami foi produzido pelos antropólogos a partir da palavra yanõmami, que, na expressão yanõmami thëpë, significa "seres humanos". Essa expressão se opõe às categorias yaro (animais de caça) e yai (seres invisíveis ou sem nome), mas também a napë (inimigo, estranho, não-índio).
Segundo o etnólogo Jacques Lizot:
Yanomami é a autodenominação dos índios... o termo se refere às comunidades disseminadas ao sul do Orinoco, [enquanto] a variante yanomawi é utilizada para se referir às comunidades ao norte do Orinoco. O termo sanumá corresponde a um dialeto reservado a um subgrupo cultural, muito influenciado pelo vizinho povo Iecuano. Outras denominações aplicadas aos Yanomami incluem Waika ou Waica, Guiaca, Shiriana, Shirishana, Guaharibo ou Guajaribo, Yanoama, Ninam e Xamatari ou Shamatari.

## História
Segundo uma das hipóteses mais aceitas no meio acadêmico, os ianomâmis são descendentes de um antigo grupo indígena denominado proto-ianomâmi, que se instalou há um milênio na serra Parima. O grupo teria se dividido pelo crescimento demográfico causado por novos plantios, como banana, obtenção de ferramentas de metal por meio de troca ou guerra, e a dizimação de outras comunidades indígenas por causa da colonização, que abriu espaço para a migração.
O primeiro relato dos ianomâmis ao mundo europeu é de 1654, quando uma expedição salvadorenha comandada por Apolinar Diez de la Fuente visitou alguns iecuanos que viviam no rio Padamo. Diez escreveu:
Por interlocução de um índio uramanavi, perguntei ao cacique Yoni se ele havia navegado pelo Orinoco até suas cabeceiras; ele respondeu que sim e que tinha ido fazer guerra contra os índios guaharibo [ianomâmis], que não eram muito bravos... e que não serão amigos de nenhum tipo de índio.
O primeiro contacto de ianomamis com ocidentais terá ocorrido em 1950 na Venezuela, através de um missionário de Novas Tribos Zerries, ocorrendo no Brasil em 1962, no Guarari, através do padre Góis, responsável pela instalação da missão do Amaturá.

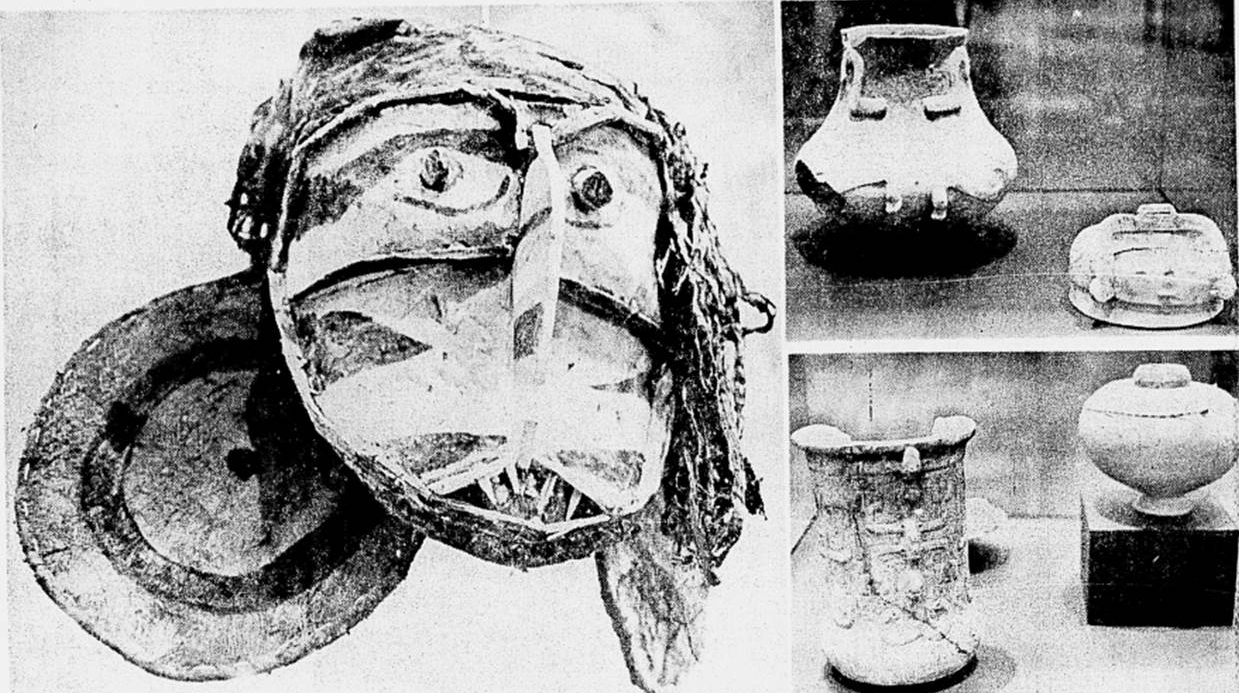
Peças de artesanato ianomami, exibidas no MASP em dezembro de 1972

Entre 1968 e 1972, o padre italiano João Batista Saffirio, da congregação missionária da Consolatta, viveu entre comunidades indígenas do Território Federal de Roraima que descreveu como ianomamis. Saffiriu localizou as comunidades numa região próxima ao rio Catrimani, nas coordenadas 1° 40′ 30,7″ N, 62° 10′ 08″ O. Os indígenas habitariam toda a região do Alto Catrimani, divididos por nove comunidades ou grupos tribais, autodenominados Korihanatéri, Opietéri, Vaicá, Xaxanapiutéri, Aiuvautéri, Vapocoipiutéri, Javari, Maracapiutéri e Maraxiutéri, com cada grupo correspondendo a uma grande aldeia, de forma oval, com o teto de forma cónica, sempre próximo de um igarapé, embora em terreno elevado fora do alcance das águas. Os indígenas cultivavam roças coletivas, nas quais produziam mandioca, bananas, tabaco e algodão. Cada comunidade era liderada por uma a duas chefias, e dois a três pajés. Em dezembro de 1972, Saffirio apresentou no Museu de Arte de São Paulo uma mostra de artesanato indígena Yanomami. A mostra precederia uma exibição fotográfica sobre as mesmas comunidades, da autoria de Claudia Andujar e George Love, que viveram entre os indígenas durante um ano.
Em Roraima, Brasil, durante década de 1970 teve lugar a implementação de projetos de desenvolvimento no âmbito do "Programa de Integração Nacional" lançado pela ditadura militar brasileira, o que significou a abertura de um trecho de estrada perimetral (1973-76) e vários programas de colonização em terras tradicionalmente ocupadas pelos ianomâmis. No mesmo período, o projeto de levantamento de recursos amazônicos Radam (1975) detectou importantes jazidas minerais na região, o que desencadeou um movimento progressivo de garimpeiros, que, depois de 1987, assumiu a forma de uma verdadeira corrida de ouro. Abriram-se centenas de pistas de pouso clandestinas por garimpeiros nos principais afluentes do rio Branco entre 1987 e 1990. Estimava-se, então, o número de garimpeiros na área ianomâmi de Roraima em 30 a 40 mil, cerca de cinco vezes a população indígena ali residente. Embora a intensidade dessa corrida de ouro tenha diminuído muito desde 1990, a garimpagem continua até hoje na terra ianomâmi, espalhando violência e graves problemas de saúde e sociais a esse povo.
A crescente pressão de fazendeiros, pecuaristas e garimpeiros, bem como dos interessados em proteger a fronteira brasileira com a construção de estradas e bases militares perto das comunidades ianomâmi, levou a uma campanha para defender os direitos desse povo de viver numa área protegida. Em 1978 criou-se a Comissão Pró-Yanomami (CCPY). Originalmente denominada Comissão para a Criação de um Parque Yanomami, é uma organização não governamental brasileira sem fins lucrativos dedicada à defesa dos direitos territoriais, culturais e civis e políticos dos ianomâmis. A CCPY dedicou-se a uma longa campanha nacional e internacional a informar e sensibilizar a opinião pública e pressionar o governo brasileiro a demarcar uma área adequada às necessidades dos ianomâmis. Após 13 anos, demarcou-se oficialmente a Terra Indígena Yanomami em 1991 - homologada e registrada em 1992 -, garantindo-lhes assim o direito constitucional ao uso exclusivo de quase 96.650 quilômetros quadrados localizados nos estados de Roraima e Amazonas.
A Reserva da Biosfera Alto Orinoco-Casiquiare foi criada em 1993 com o objetivo de preservar o território tradicional e o estilo de vida dos povos ianomâmi e iecuano. No entanto, embora a constituição da Venezuela reconheça os direitos dos povos indígenas aos seus domínios ancestrais, poucos receberam o título oficial de seus territórios e o governo anunciou que abrirá grandes partes da floresta amazônica para mineração legal.

## Sociedade

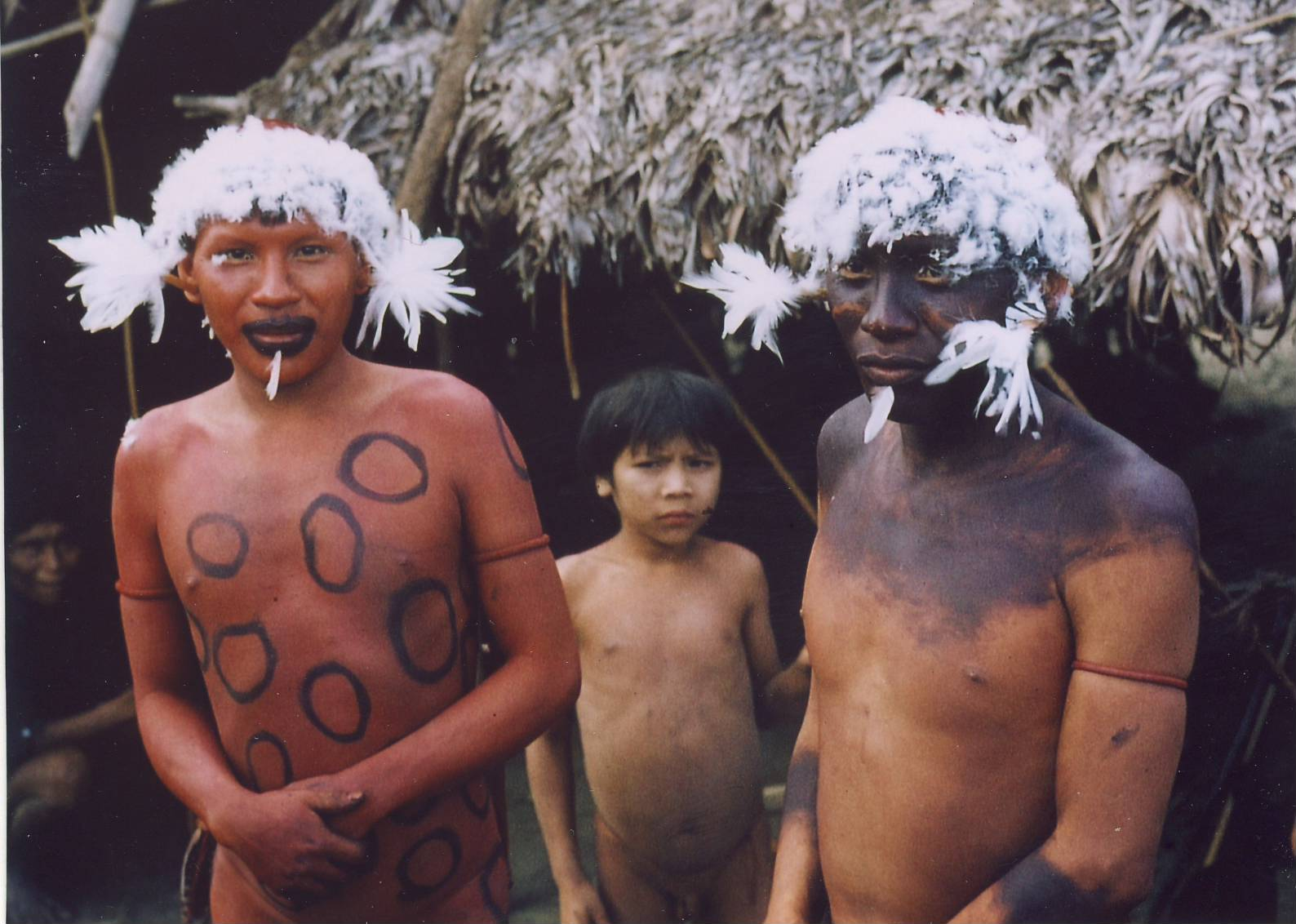
Ianomâmis uaicás

Os ianomâmis não se reconhecem como um grupo unido, mas sim como indivíduos associados com aldeias politicamente autônomas. As comunidades ianomâmis são agrupadas porque têm idades e parentesco semelhantes e coalizões militaristas entrelaçam-nas. Os ianomâmis têm laços históricos comuns com falantes de galibi que residiam perto do rio Orinoco e mudaram-se às terras altas do Brasil e da Venezuela, local que os ianomâmis ocupam atualmente.
Homens maduros detêm a maior autoridade política e religiosa. Um tuxawa (cacique) atua como líder de cada aldeia, mas nenhum líder sozinho preside o conjunto dos classificados como ianomâmi. Os chefes ganham poder político demonstrando habilidade em resolver disputas tanto dentro da aldeia quanto com as comunidades vizinhas. Um consenso de homens maduros geralmente é necessário para ações que envolvam a comunidade, mas os indivíduos não são obrigados a participar.

### Vida doméstica

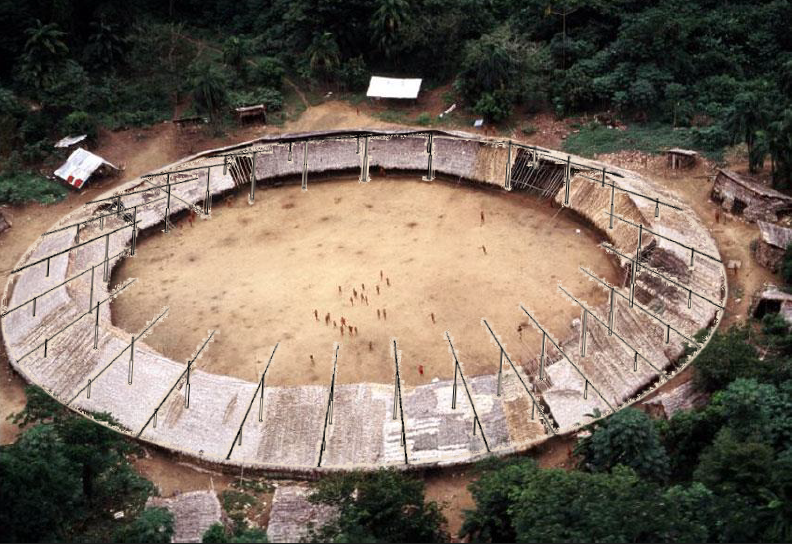
Um shabono ianomâmi

Grupos de ianomâmis vivem em aldeias geralmente compostas por seus filhos e famílias. As aldeias variam em tamanho, mas geralmente contêm entre 50 e 400 pessoas. Nesse sistema amplamente comunal, toda a aldeia vive sob um teto comum chamado shabono, que tem uma forma oval característica, com campos abertos no centro medindo em média 91 m, e constitui o perímetro da aldeia, se não for fortificado com paliçadas. Sob essa cobertura, existem divisões marcadas apenas por postes de apoio, compartimentando casas e espaços individuais. Constrem-se os shabonos a partir de matérias-primas da floresta tropical circundante, como folhas, cipós e troncos de árvores. São suscetíveis a grandes danos causados por chuvas, ventos e infestação de insetos. Como resultado, novos shabonos são construídos a cada 4 a 6 anos.

### Famílias

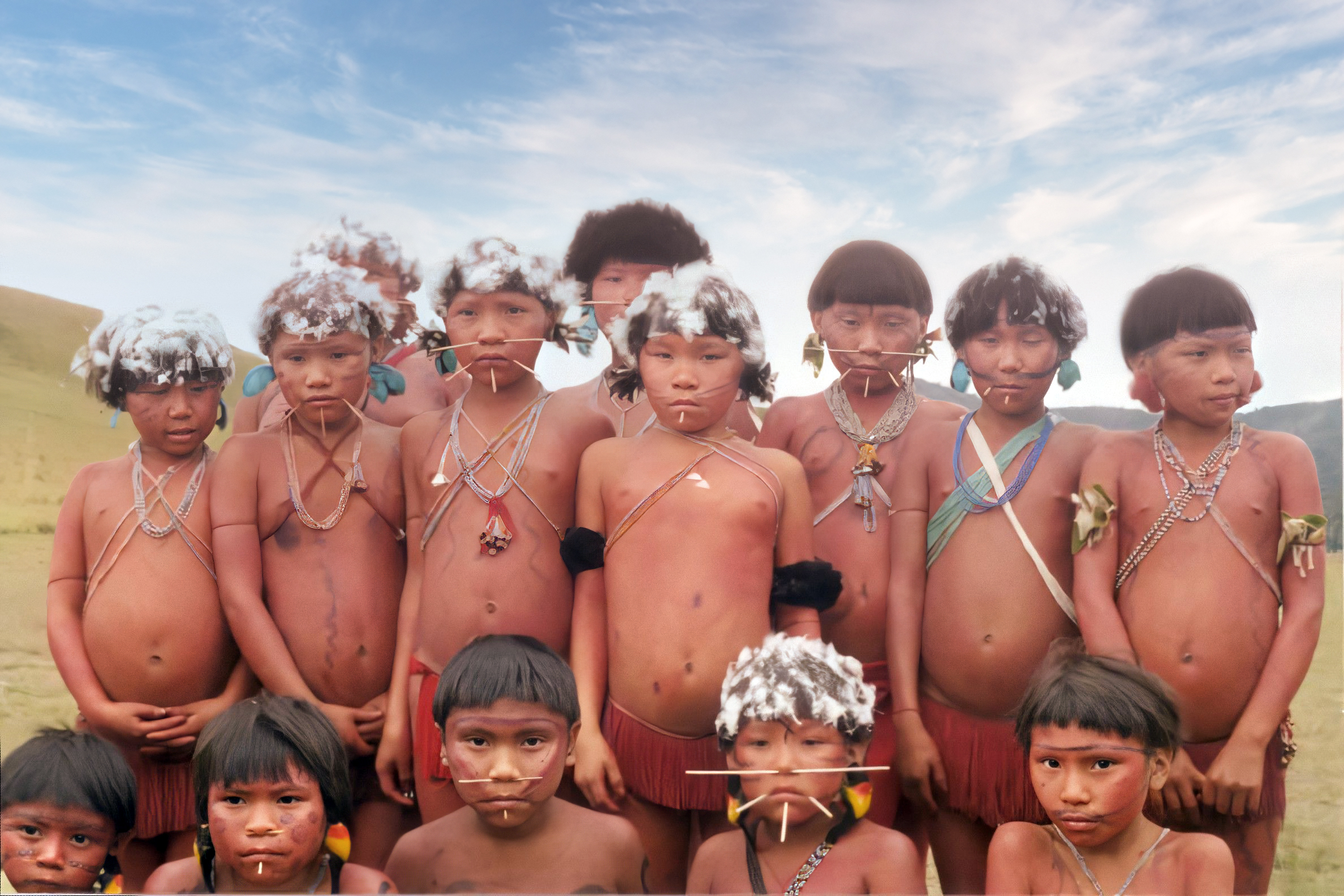
Crianças ianomâmis

As crianças ficam perto de suas mães quando pequenas e a maior parte da criação dos filhos é feita por mulheres. Os grupos ianomâmis são um exemplo famoso de cerca de cinquenta sociedades documentadas que aceitam abertamente a poliandria, embora a poliginia entre as tribos amazônicas também tenha sido observada. Muitas uniões são monogâmicas. As famílias polígamas consistem numa grande unidade familiar patrifocal baseada num homem e em subfamílias matrifocais menores: a unidade familiar de cada mulher, composta pela mulher e seus filhos. A vida na aldeia é centrada em torno da pequena unidade familiar matrilocal, enquanto a unidade patrilocal maior tem mais importância política fora da aldeia.
Os homens ianomâmis passam boa parte do noivado vivendo com seus sogros e o casamento de levirato ou sororato pode ser praticado no caso de morte de um cônjuge. Grupos de parentes tendem a estar localizados em aldeias e sua profundidade genealógica é bastante superficial. O parentesco é crítico no arranjo do casamento e laços muito fortes desenvolvem-se entre grupos de parentes que trocam mulheres. Seu sistema de parentesco pode ser descrito em termos do padrão classificatório iroquês. Para citar o antropólogo Napoleon Chagnon, "Numa palavra, todos na sociedade ianomâmi são chamados por algum termo de parentesco que se pode traduzir no que chamaríamos de parentes de sangue".

### Dieta
Os ianomâmis são conhecidos como caçadores, pescadores e horticultores. As mulheres cultivam banana-da-terra e mandioca em roças como cultivo principal. Os homens fazem o trabalho pesado de desmatar áreas de floresta para as roças. Outra fonte de alimento para os ianomâmis são as larvas. Muitas vezes os ianomâmis cortam as palmeiras para facilitar o crescimento das larvas. A dieta tradicional ianomâmi é muito pobre em sal comestível. Sua pressão arterial está caracteristicamente entre as mais baixas de qualquer grupo demográfico.
As lavouras compõem até 75% das calorias da dieta ianomâmi. A proteína é fornecida por recursos selvagens obtidos através da coleta, caça e pesca. Quando o solo se esgota, os ianomâmis frequentemente se mudam para evitar áreas que se tornaram superutilizadas, uma prática conhecida como agricultura itinerante. Embora as mulheres não cacem, trabalham nas roças e colhem frutas, tubérculos, nozes e outros alimentos silvestres. As roças são divididas por família e cultivam bananas, plátanos, cana-de-açúcar, manga, batata-doce, mamão, mandioca, milho e outras culturas.

### Rituais
Alucinógenos ou enteógenos, conhecidos como yakoana ou ebene, são usados pelos xamãs ianomâmis como parte de rituais de cura a membros da comunidade que estão doentes. Yakoana também se refere à árvore de que é derivada, Virola elongata. Yopo, derivado duma planta diferente com efeitos alucinógenos (Anadenanthera peregrina), geralmente é cultivado pelo xamã. Os xamatari também misturam o pó da casca de Virola elongata com as sementes de yopo em pó para criar a droga ebene. As drogas facilitam a comunicação com os hekura, espíritos que, acredita-se, governam muitos aspectos do mundo físico. As mulheres não se envolvem nessa prática, conhecida como shapuri.
O povo ianomâmi pratica o endocanibalismo ritual, em que consome os ossos de parentes falecidos. O corpo é envolto em folhas e colocado na floresta a certa distância do shabono; então, depois que os insetos consumiram o tecido mole (geralmente cerca de 30 a 45 dias), os ossos são coletados e cremados. As cinzas são então misturadas a uma espécie de sopa de banana, que é consumida por toda a comunidade. As cinzas podem ser preservadas numa cabaça e o ritual repetido anualmente até que as cinzas acabem. Nas conversas diárias, nenhuma referência pode ser feita a uma pessoa morta, exceto no "dia da lembrança" anual, quando as cinzas dos mortos são consumidas e as pessoas relembram a vida de seus parentes falecidos. Essa tradição visa fortalecer o povo ianomâmi e manter vivo o espírito daquele indivíduo.

### Mulheres

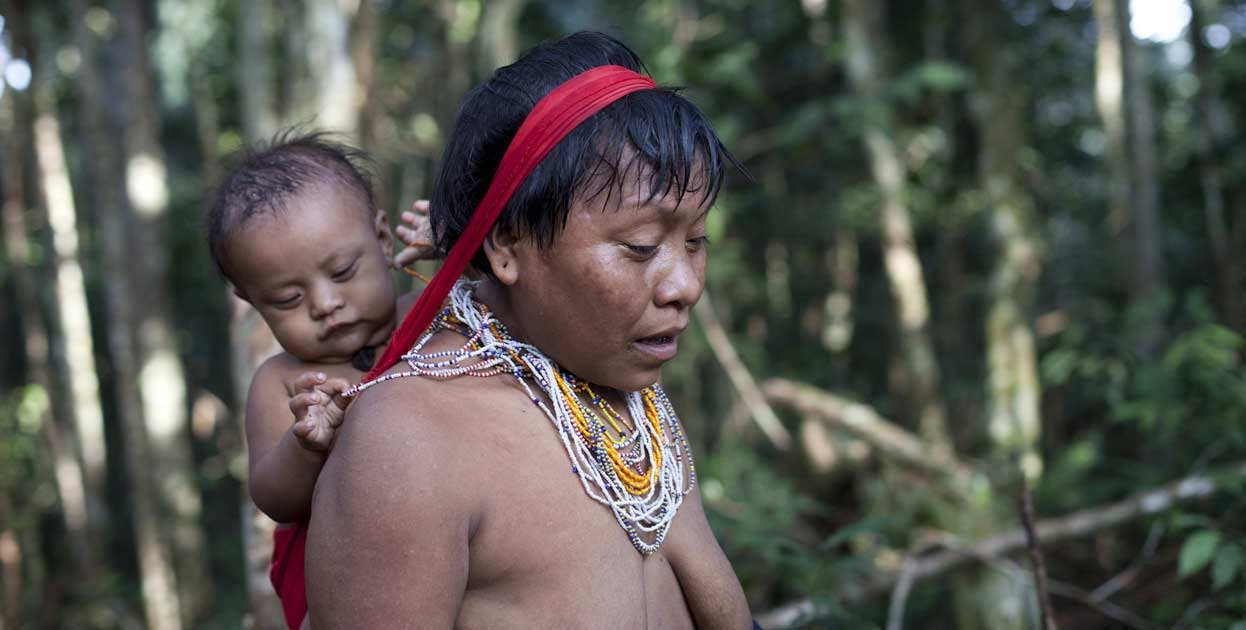
Mãe ianomâmi e seu filho bebê

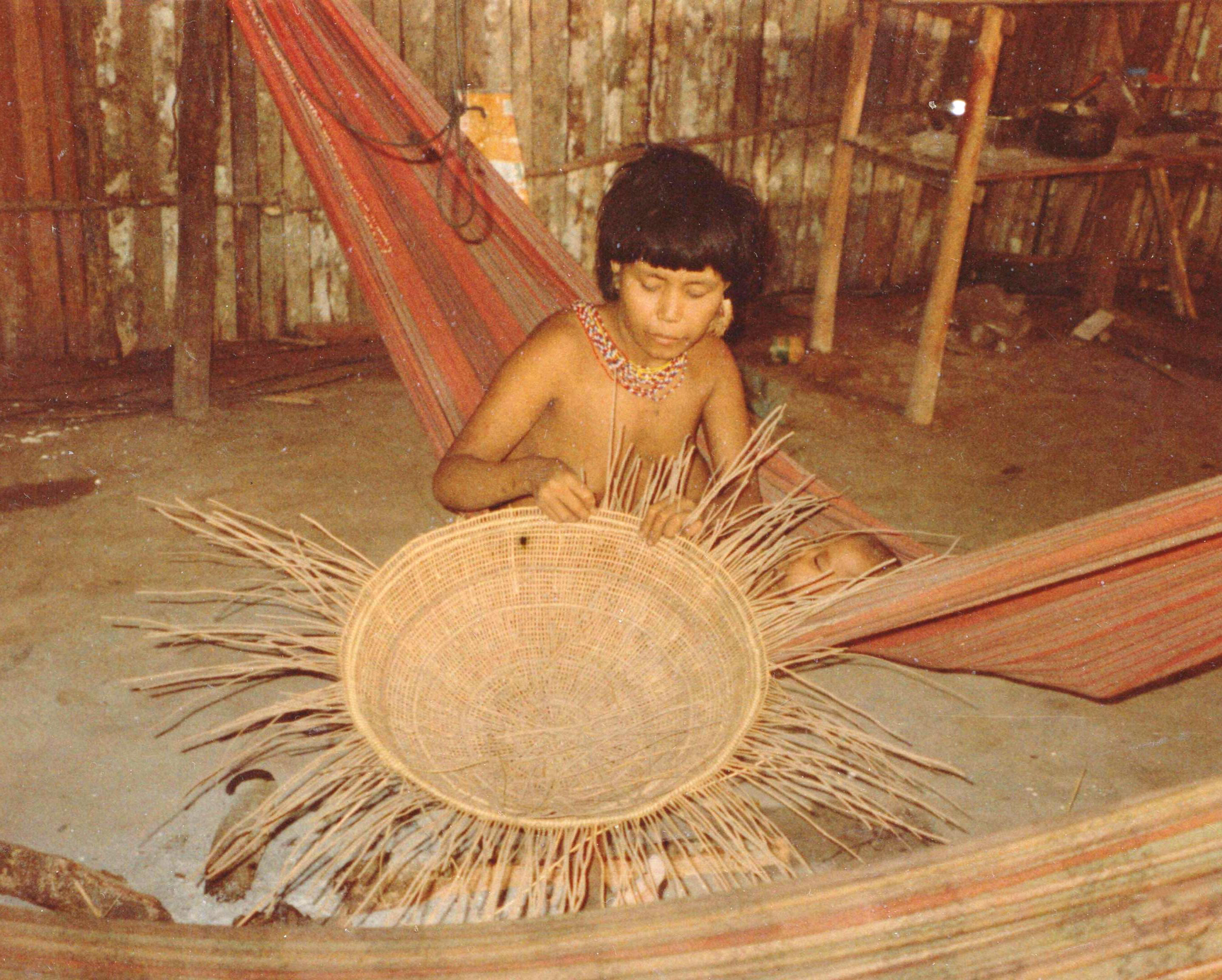
Mulher ianomâmi tece cesta na maloca no Brasil, junho de 1999

São responsáveis por muitos deveres e tarefas domésticas, excluindo caça e matança para alimentação. Cultivam até que as roças não sejam mais férteis e então mudam suas roças. Espera-se-lhes que carreguem de 32 a 36 kg de safras nas costas durante a colheita, usando tiras de casca de árvore e cestos trançados.
De manhã, enquanto os homens saem a caçar, as mulheres e crianças pequenas saem em busca de cupinzeiros e outras larvas, que depois serão assadas nas fogueiras da família. As mulheres também perseguem sapos, caranguejos terrestres ou lagartas, ou mesmo procuram trepadeiras que possam ser tecidas em cestos. Enquanto algumas mulheres coletam essas pequenas fontes de alimento, outras saem e pescam por várias horas durante o dia. Também preparam a mandioca, triturando-lhe as raízes e extraindo-lhe o suco tóxico, depois torrando a farinha para fazer bolos achatados (conhecidos em espanhol como casabe), que cozinham sobre uma pequena pilha de brasas.
Usando pequenos fios de cascas e raízes, as ianomâmis tecem e decoram cestos. Usam-se essas cestas para carregar plantas, colheitas e alimentos para trazer de volta ao shabono. Usa-se uma baga vermelha conhecida como onoto ou urucu para tingir os cestos, bem como para pintar seus corpos e tingir suas tangas. Depois que as cestas são pintadas, são decoradas com pigmento de carvão mastigado.

#### Puberdade e menstruação
O início da menstruação simboliza o início da feminilidade. As meninas geralmente começam a menstruar por volta dos 12-15 anos. Costumam ficar noivas antes da menarca e o casamento só se pode consumar quando começa a menstruar, embora o tabu seja frequentemente violado e muitas meninas se tornem sexualmente ativas antes disso. A palavra ianomâmi para menstruação (roo) é traduzida literalmente como "agachamento" em português, pois não se usam absorventes nem panos para absorver o sangue. Devido à crença de que o sangue menstrual é venenoso e perigoso, as meninas são mantidas escondidas numa pequena estrutura em forma de tenda construída com uma tela de folhas. Um buraco profundo é construído numa estrutura  sobre que as meninas se agacham, para "livrar-se" de seu sangue. Essas estruturas são consideradas telas de isolamento já que consideram o sangue de menstruação venenoso e que pode causar doenças então deixam as mulheres que têm menstruação menstruarem lá e deixarem as coisas ruins do sangue da menstruação para trás.

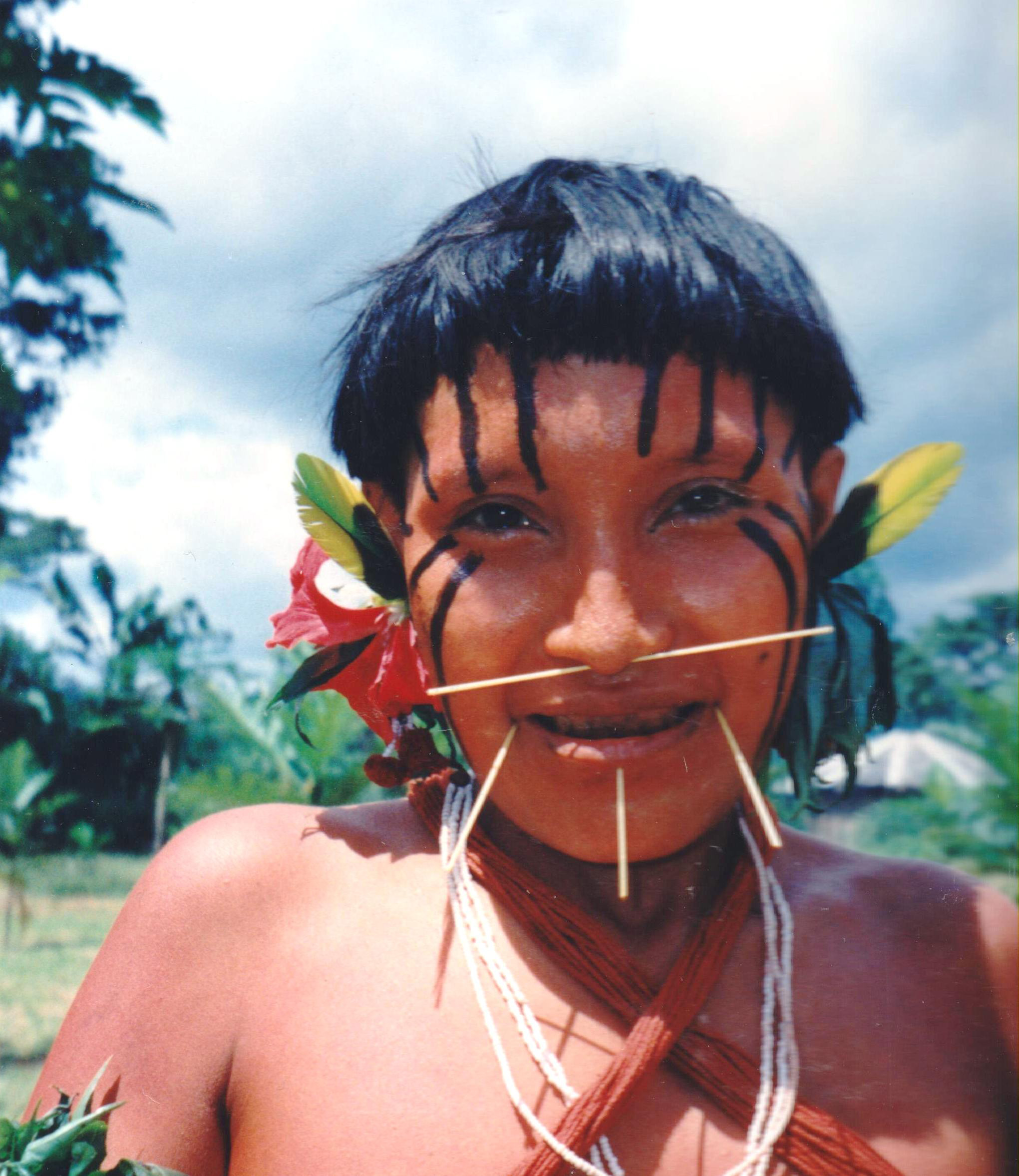
Menina ianomami em Xidea, Brasil, agosto de 1997

A mãe é avisada imediatamente, e ela, juntamente com as amigas mais velhas da menina, são responsáveis por descartar suas velhas roupas de algodão e devem substituí-las por novas, simbolizando sua feminilidade e disponibilidade para o casamento. Durante a semana da primeira menstruação, a menina é alimentada com um graveto, pois está proibida de tocar na comida de qualquer forma. Durante o confinamento, deve sussurrar ao falar e pode falar apenas com parentes próximos, como irmãos ou pais, mas nunca com um homem.
Até o momento da menstruação, as meninas são tratadas como crianças, e são responsáveis apenas por ajudar suas mães nos trabalhos domésticos. Quando se aproximam da idade da menstruação, são procuradas pelos homens como esposas em potencial. A puberdade não é vista como um período significativo para os filhos ianomâmis do sexo masculino, mas é considerada muito importante para o sexo feminino. Após menstruar pela primeira vez, as meninas devem deixar a infância e entrar na vida adulta, assumindo as responsabilidades duma mulher ianomâmi adulta. Depois que uma menina começa a menstruar, é proibida de mostrar sua genitália e deve manter-se coberta com uma tanga .
O ciclo menstrual das mulheres ianomâmis não ocorre com frequência devido à constante amamentação ou parto, e é tratado como uma ocorrência muito significativa apenas neste momento.

### Violência

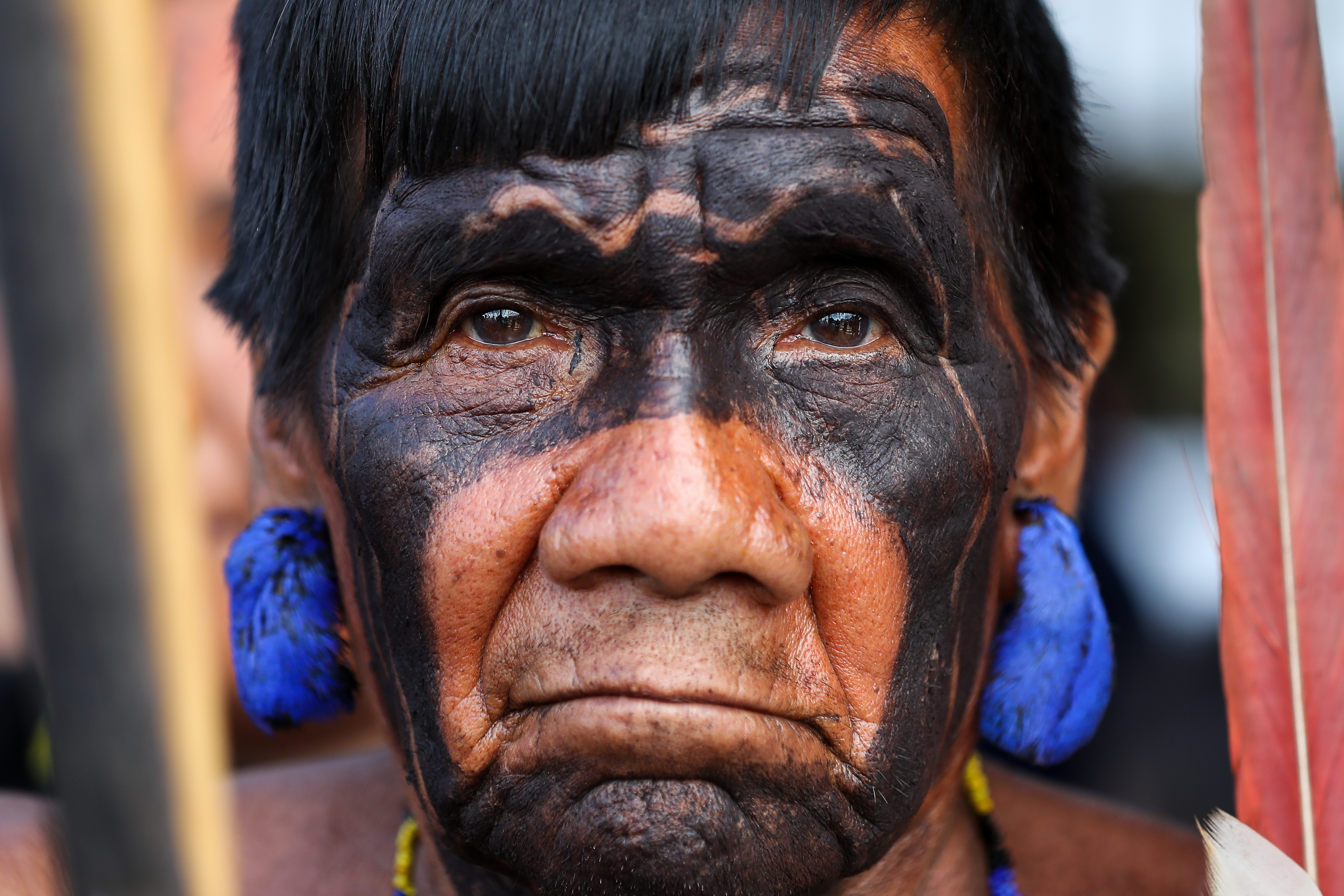
Detalhe da pintura de rosto de um índio ianomâmi

Nos primeiros estudos antropológicos, a cultura ianomâmi foi descrita como permeada de violência. O povo ianomâmis tem uma história de violência não apenas contra outras tribos, mas também uns contra os outros.
Uma etnografia influente do antropólogo Napoleon Chagnon descreveu-os como vivendo "num estado de guerra crônica". O relato de Chagnon e descrições semelhantes dos ianomâmis os retratam como agressivos e guerreiros, gerando polêmica entre os antropólogos e criando um enorme interesse pelos ianomâmis. O debate centrou-se no grau de violência na sociedade ianomâmi e na questão de saber se a violência e a guerra eram melhor explicadas como parte inerente da cultura ianomâmis, ou melhor, como uma resposta a situações históricas específicas. Em 1985, o antropólogo Jacques Lizot, que viveu entre os Yanomami por mais de vinte anos, escreveu:
Eu gostaria que meu livro ajudasse a revisar a representação exagerada que tem sido dada da violência ianomâmi. Os ianomâmis são guerreiros; eles podem ser brutais e cruéis, mas também podem ser delicados, sensíveis e amorosos. A violência é apenas esporádica; nunca domina a vida social por muito tempo e longos momentos de paz podem separar duas explosões. Quando se conhece[m] as sociedades das planícies norte-americanas ou as sociedades do Chaco na América do Sul, não se pode dizer que a cultura ianomâmi está organizada em torno da guerra como [o] faz Chagnon.
Antropólogos que trabalham na tradição ecologista, como Marvin Harris, argumentam que uma cultura de violência desenvolveu-se entre os ianomâmis por meio da competição resultante da falta de recursos nutricionais em seu território. No entanto, o estudo de 1995 "Yanomami Warfare", de R. Brian Ferguson, examinou todos os casos documentados de guerra entre os ianomâmis e concluiu:
Embora alguns ianomâmis realmente tenham[-]se envolvido em guerras intensas e outros tipos de conflitos sangrentos, essa violência não é uma expressão da própria cultura ianomâmi. É, antes, produto de situações históricas específicas: os ianomâmis fazem a guerra não porque a cultura ocidental está ausente, mas porque ela está presente, e presente em certas formas específicas. Todas as guerras ianomâmis que conhecemos ocorrem dentro do que Neil Whitehead e eu chamamos de "zona tribal", uma extensa área fora do controle administrativo do Estado, habitada por pessoas não estatais que devem reagir aos efeitos distantes da presença do Estado.
Ferguson enfatiza a ideia de que - ao contrário da descrição de Chagnon, segundo a qual os Yanomami não teriam sido afetados pela cultura ocidental - eles, de facto, experimentaram os efeitos da colonização muito antes de seu território se tornar acessível aos ocidentais, na década de 1950, e  adquiriram muitas influências e materiais da cultura ocidental por meio de redes comerciais.
Lawrence Keeley questionou a análise de Ferguson, escrevendo que o caráter e a velocidade das mudanças causadas pelo contato com a civilização não são bem compreendidos e que doenças, itens comerciais, armas e movimentos populacionais provavelmente existiram como possíveis contribuintes para a guerra antes da civilização.

Porcentagem de mortes masculinas devido à guerra em dois subgrupos ianomâmis, em comparação com outros grupos étnicos indígenas na Nova Guiné e na América do Sul e em algumas nações industrializadas

A violência é uma das principais causas de morte ianomâmi. Até metade de todos os homens ianomâmis morrem de forma violenta no conflito constante entre as comunidades vizinhas pelos recursos locais. Muitas vezes, esses confrontos levam os ianomâmis a deixarem suas aldeias em busca de novas.
As mulheres são muitas vezes vítimas de abuso físico e raiva. A guerra entre aldeias é comum, mas não afeta muito aquelas. Quando as tribos ianomâmis lutam e atacam as tribos próximas, as mulheres são muitas vezes estupradas, espancadas e trazidas de volta ao shabono para ser adotadas na comunidade do captor. As esposas podem ser espancadas com frequência, para mantê-las dóceis e fiéis a seus maridos. O ciúme sexual causa grande parte da violência.  São espancadas com paus, facões e outros objetos contundentes ou pontiagudos. A queima da pele duma mulher com uma vara de marcar ocorre frequentemente e simboliza a força ou o domínio de um homem sobre sua esposa.
Homens ianomâmis são conhecidos por matar crianças enquanto invadem aldeias inimigas. Helena Valero, uma brasileira sequestrada por guerreiros ianomâmis na década de 1930, testemunhou uma invasão Karawetari em sua tribo:
Eles mataram tantos. Eu chorava de medo e de pena, mas não havia nada que eu pudesse fazer. Eles arrancaram as crianças de suas mães para matá-las, enquanto os outros seguraram as mães pelos braços e pulsos enquanto elas se enfileiravam. Todas as mulheres choraram... Os homens começaram a matar as crianças; pequenos, maiores, eles mataram muitos deles.

## Perserguição e abusos
Encontrou-se ouro no território ianomâmi no início dos anos 1970 e o fluxo resultante de garimpeiros trouxe doenças, alcoolismo e violência. A cultura ianomâmi estava seriamente ameaçada. Em meados da década de 1970, os garimpeiros (pequenos garimpeiros independentes) começaram a entrar na terra ianomâmi. Onde esses garimpeiros se estabeleceram, mataram membros da tribo ianomâmi em conflito pela terra e levaram à degradação ambiental. Apesar da existência da FUNAI, agência federal brasileira que representa os direitos e interesses das populações indígenas, os ianomâmis têm recebido pouca proteção do governo brasileiro contra essas forças invasoras. Em alguns casos, o governo pode ser citado como um dos apoiadores da infiltração de mineradoras nas terras ianomâmis. Em 1978, a ditadura militar brasileira, sob pressão de antropólogos e da comunidade internacional, promulgou um plano que demarcou-lhes as terras. Essas reservas, no entanto, eram pequenas extensões de terra, ou "ilhas", sem consideração pelo estilo de vida, redes comerciais e trilhas ianomâmis, com limites determinados apenas pela concentração de depósitos minerais. Em 1990, mais de 40 mil garimpeiros haviam entrado na terra ianomâmi. Em 1992, o governo do Brasil, liderado por Fernando Collor de Mello, demarcou a Terra Indígena Yanomami por recomendação de antropólogos brasileiros e da Survival International, uma campanha que começou no início dos anos 1970. Pessoas não ianomâmi continuam a entrar na terra; os governos brasileiro e venezuelano não possuem programas de fiscalização adequados para impedir a entrada de forasteiros.
Surgiram controvérsias éticas sobre o sangue ianomâmi coletado para estudo por cientistas como Napoleon Chagnon e seu associado James Neel. Embora a tradição religiosa ianomâmi proíba a guarda de qualquer matéria corporal após a morte dessa pessoa, os doadores não foram avisados de que as amostras de sangue seriam guardadas indefinidamente para experimentação. Várias delegações importantes dos ianomâmis enviaram cartas aos cientistas que os estudam, exigindo a devolução de suas amostras de sangue. Em junho de 2010, essas amostras estavam em processo de remoção do armazenamento para envio para a Amazônia, aguardando a decisão sobre a quem entregá-las e como evitar possíveis riscos à saúde ao fazê-lo.
Membros da Associação Americana de Antropologia debateram uma disputa que dividiu sua disciplina, votando 846 a 338 para rescindir um relatório de 2002 sobre alegações de má conduta por estudiosos que estudam esse povo. A disputa se agravou desde que Patrick Tierney publicou Darkness in El Dorado em 2000. O livro acusou os antropólogos de repetidamente causar danos – e em alguns casos, a morte – a membros do povo ianomâmi que eles estudaram na década de 1960. Em 2010, o diretor brasileiro José Padilha revisitou a controvérsia Darkness in El Dorado em seu documentário Segredos da Tribo.

### Declínio populacional
De 1987 a 1990, a população ianomâmi foi gravemente afetada pela malária, envenenamento por mercúrio, desnutrição e violência devido ao afluxo de garimpeiros em busca de ouro em seu território. A malária, que foi introduzida pela primeira vez nas populações ianomâmis por garimpeiros durante a década de 1980, agora é frequente nesse povo. Sem a proteção do governo, as populações ianomâmis diminuíram quando os garimpeiros foram autorizados a entrar em seu território com frequência durante este período de três anos. De acordo com estimativas da ONG Survival, entre 1987 e 1993, 20% da população morreu por conta do garimpo ilegal.
Em 1987, o então presidente da FUNAI, Romero Jucá, negou que o aumento acentuado de mortes ianomâmi se devesse a invasões de garimpeiros, e José Sarney, então presidente do Brasil, também apoiou o empreendimento econômico dos garimpeiros sobre os direitos territoriais dos ianomâmis. Alcida Rita Ramos, uma antropóloga que trabalhou de perto com os ianomâmis, diz que esse período de três anos "levou a acusações contra o Brasil por genocídio".
Após o aumento de ameaças e ataques contra os Yanomami isolados, os parlamentares Joênia Wapichana, Dario Kopenawa Yanomami e alguns outros líderes indígenas brasileiros reuniram-se com Michelle Bachelet, Alta Comissária das Nações Unidas para os Direitos Humanos, para avaliar a incapacidade do governo de proteger seus direitos constitucionais. Em 13 de setembro de 2021, em seu relatório ao Conselho de Direitos Humanos das Nações Unidas, Michelle Bachelet declarou-se "alarmada com os recentes ataques contra membros dos Yanomami e mundurucus", no Brasil, "por garimpeiros ilegais na Amazônia".

### Massacres
O massacre de Haximu, também conhecido como massacre ianomâmi, foi um conflito armado em 1993, nos arredores de Haximu, no norte de Roraima, no Brasil, perto da fronteira com a Venezuela. Um grupo de garimpeiros matou aproximadamente 16 Yanomami. Por sua vez, os guerreiros Yanomami mataram pelo menos dois garimpeiros e feriram outros dois.
Em julho de 2012, o governo da Venezuela investigou outro suposto massacre. Segundo os ianomâmis, uma aldeia de oitenta pessoas foi atacada por um helicóptero e os únicos sobreviventes conhecidos da aldeia foram três homens que estavam caçando no momento do ataque. No entanto, em setembro de 2012, a Survival International, que vinha apoiando os ianomâmis nesta alegação, retirou seu apoio depois que os jornalistas não encontraram nenhuma evidência para apoiar a alegação.

### Pandemia de COVID-19
Em 3 de abril de 2020, durante a pandemia de COVID-19, um menino ianomâmi de 15 anos da região do rio Uraricoera foi diagnosticado com COVID-19 e foi internado na unidade de terapia intensiva do Hospital Geral de Roraima em Boa Vista, mas morreu em 10 de abril.
De acordo com o Ministério da Saúde do Brasil, essa foi a primeira morte ianomâmi confirmada e a terceira morte devido ao COVID-19 em uma tribo indígena e levantou temores sobre o impacto do vírus nos povos indígenas do Brasil. Dez crianças ianomâmi morreram de COVID-19 em janeiro de 2021.

### Crise humanitária de 2023
Em 2023, o presidente Luiz Inácio Lula da Silva acusou o governo do antecessor Jair Bolsonaro de ter cometido genocídio contra os ianomâmis. O Ministério da Saúde do Brasil declarou uma emergência nacional após relatos de mortes entre crianças ianomâmis devido à desnutrição e exposição a doenças.
Em janeiro de 2023, o secretário de saúde indígena Weibe Tapeba comparou as condições dos ianomâmi às de um “campo de concentração”. Tapeba afirmou que 20 mil garimpeiros ilegais contaminaram o abastecimento de água e os peixes locais e foram responsáveis por causar envenenamento por mercúrio.

## Grupos que trabalham na defesa dos ianomâmis

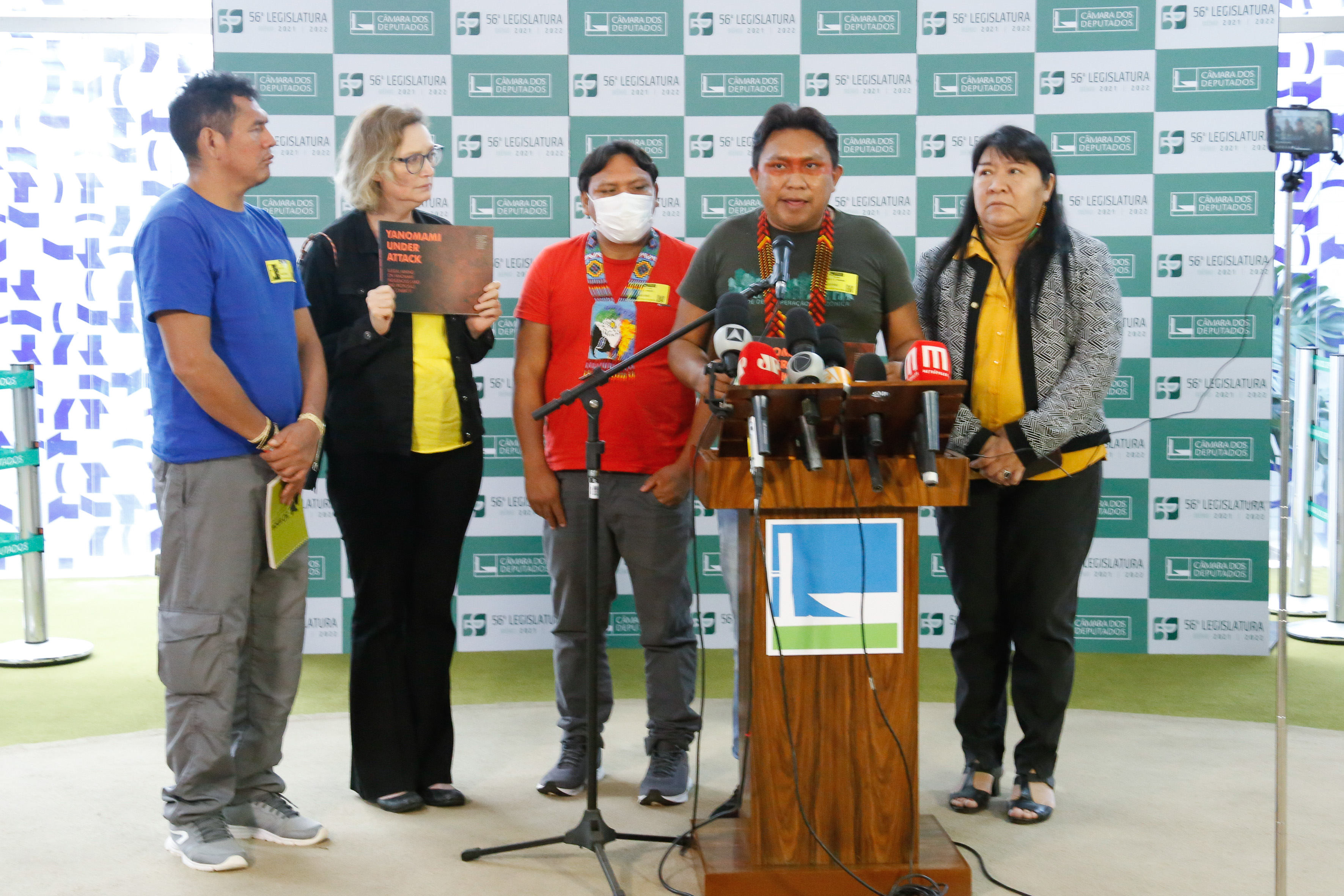
Coletiva de imprensa com representantes do povo ianomâmi: Dep. Joênia Wapichana; Dep. Maria do Rosário; Júlio David Magalhães - Presidente da Associação Wanasseduume Ye’kwana (SEDUUME); Dário Vitório Kopenawa Yanomami - Vice-Presidente da Hutukara Associação Yanomami (HAY); Ênio Mayanawa Yanomami - Representante da Liderança Jovem Yanomami da HAY.

David Good, filho de Yarima e seu marido, o antropólogo Kenneth Good, criou o The Good Project para ajudar a sustentar o futuro do povo ianomâmi.
A organização não-governamental Survival International, sediada no Reino Unido, criou campanhas globais de conscientização sobre a situação dos direitos humanos do povo ianomâmi.
Em 1988, o World Wildlife Fund (WWF), com sede nos Estados Unidos, financiou o musical Yanomamo, de Peter Rose e Anne Conlon, para transmitir o que estava acontecendo com as pessoas e seu ambiente natural na floresta amazônica. Ele fala sobre os membros/mulheres das tribos ianomâmis que vivem na Amazônia e tem sido representado por muitos grupos de teatro ao redor do mundo.
A organização não-governamental Yanomami-Hilfe e.V., com sede na Alemanha, está construindo postos médicos e escolas para os ianomâmis na Venezuela e no Brasil. O fundador Rüdiger Nehberg atravessou o Oceano Atlântico em 1987 em um pedalinho e em 1992, junto com Christina Haverkamp, em uma jangada de bambu feita por ele mesmo, a fim de chamar a atenção para a contínua opressão do povo ianomâmi.
Os ianomâmis baseados no Brasil formaram sua própria organização indígena Hutukara Associação Yanomami e o site que a acompanha.

### Comissão Pró-Yanomami (CCPY)

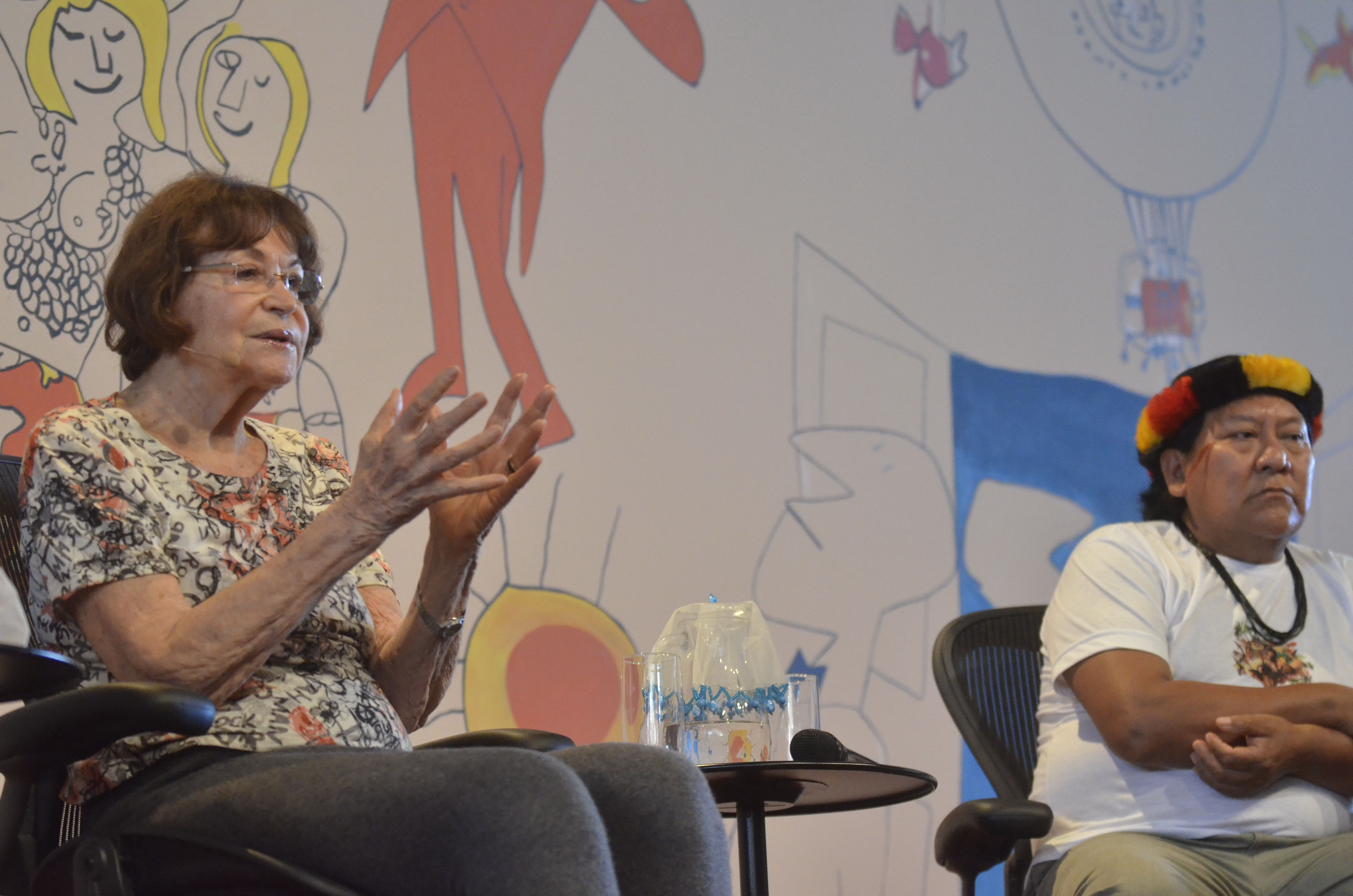
A fotógrafa suíça Claudia Andujar e o xamã indígena Davi Kopenawa, pajé e presidente da Hutukara Associação Yanomami, participam de mesa que a Flip dedicada aos índios e à Amazônia (Fernando Frazão/Agência Brasil).

A CCPY (anteriormente Comissão pela Criação do Parque Yanomami) é uma ONG brasileira focada em melhorar a saúde e a educação dos ianomâmi. Fundada em 1978 pela fotógrafa Claudia Andujar, pelo antropólogo Bruce Albert e pelo missionário católico Carlo Zacquini, a CCPY tem-se dedicado à defesa dos direitos territoriais e à preservação da cultura ianomâmi. A CCPY lançou uma campanha internacional para divulgar os efeitos destrutivos da invasão garimpeira e promoveu um movimento político para designar uma área ao longo da fronteira Brasil-Venezuela como Terra Indígena Yanomami. Essa campanha acabou sendo bem-sucedida.
Após a demarcação da Terra Indígena Yanomami em 1992, os programas de saúde da CCPY, em conjunto com a extinta ONG URIHI (Yanomami para "floresta"), conseguiram reduzir a incidência de malária entre os ianomâmis brasileiros, educando os agentes comunitários de saúde ianomâmi sobre como para diagnosticar e tratar a malária. Entre 1998 e 2001, a incidência de malária entre os índios ianomâmi brasileiros caiu 45%.
Em 2000, a CCPY patrocinou um projeto para fomentar o mercado de frutíferas ianomâmi. Este projeto visava ajudar os ianomâmis em sua transição para um estilo de vida cada vez mais sedentário por causa das pressões ambientais e políticas. Em um empreendimento separado, a CCPY, a pedido dos líderes ianomâmis, estabeleceu escolas ianomâmis que ensinam português, com o objetivo de ajudar os ianomâmis em sua navegação na política brasileira e nas arenas internacionais em sua luta pela defesa dos direitos à terra. Além disso, essas escolas de aldeia ensinam aos ianomâmis sobre a sociedade brasileira, incluindo o uso do dinheiro e manutenção de registros.

## A Teoria Marginal da "Farsa Ianomâmi"
O coronel Carlos Alberto Lima Menna Barreto publicou em 1995 livro chamado A Farsa Ianomâmi, defendendo ser "o gentílico ianomâmi nada mais que astucioso e torpe artifício imaginado para reunir tribos, grupos e subgrupos diferentes no mesmo conjunto etnográfico". Os diferentes idiomas falados pelos povos tidos como ianomâmis, segundo a obra, comprovaria a inexistência do grupo:
Pois o idioma, melhor que a cor da pele ou qualquer outra coisa, pode definir a linhagem e contar a história dos grupos humanos. Os maiongongues , como a maioria dos índios de Roraima, estão classificados no grupo caribe. Os xirianás, uaicás e macus fazem parte do grupo de línguas isoladas, no qual se enquadram os que não pertencem a nenhum dos grandes troncos lingüísticos brasileiros: tupi, jê, aruaque ou caribe. E os índios da Venezuela e do Amazonas que, incluídos na reserva recém-criada, passaram a ser "ianomâmis ", são dos grupos caribe e  aruaque, respectivamente.
Acrescenta o autor, no entanto, que as diferenças entre os povos tidos como ianomâmis não se limita aos idiomas, havendo diversidade "no nível cultural , no temperamento, nas crenças , nos rituais, na aparência, no porte físico, nos adornos, na pintura do rosto e do corpo, no feitio das malocas em que vivem, nas canoas, nas danças , nos instrumentos sonoros, nos tipos de rede, nos processos de cultivo, no modo de caçar e de pescar e em mil outras peculiaridades. Assim, conclui que "não há, pois, como querer enquadrá-los em uma única nação, apagando-lhes as diferenças e variações culturais, quando a Antropologia tem como objetivo, ao contrário, salientá-las".
Ainda segundo o autor, o termo "ianomâmi" teria sido empregado pela primeira vez por Claudia Andujar, fotógrafa suíça naturalizada brasileira, e que vem sendo utilizado para a defesa de interesses estrangeiros e atacar a soberania brasileira sobre a Amazônia:
Porque, mantida a identidade primitiva das tribos, não teria sido possível conseguirem senão uma reserva para cada uma, sobrando grandes intervalos, de mais de 100 km, para a "intromissão" dos brasileiros. Ao passo que, unificadas com o mesmo nome, parecia haver uma razão para respaldar seu ambicioso projeto de separar do Brasil, de uma vez, toda aquela riquíssima fatia, para cedê-la aos fictícios "ianomâmis" e, depois, transferi-la para a ONU, ou sabe-se lá para quem ... 
A tese ganhou adesão do Contra-Almirante Roberto Gama e Silva, o qual afirmou em artigo publicado na Revista Marítima Brasileira (RMB) sobre os ianomâmis que "esse povo 'não existiu e não existe', senão nas mentes ardilosas dos inimigos do Brasil".
Por outro lado, o antropólogo Piero Leirner, criticando a posição de parte dos militares exposta na obra referida, defende que os Yanomami se constituem enquanto uma sociedade pois "aqueles grupos e subgrupos vivem num sistema. Ou seja, precisa haver algum nível de relação entre eles para as coisas funcionarem ali e na relação com a floresta, obviamente. É uma informação parcial e enviesada que eles [os militares] produziram".
Em sentido semelhante, a antropóloga e indigenista Hanna Limulja expõe que os indígenas que compõem o grande território ianomâmi, embora se refiram com outras palavras a seus subgrupos, "compartilham um território, práticas culturais, uma língua. O yanomami é uma língua isolada, é um tronco, e dentro disso você pode ter variações. Por exemplo, o latim é um tronco, e aí você tem variações como o português e o espanhol, que são próximos”.